# Santo Tomas (Pampanga)
Santo Tomas é um município de  quarta classe de renda municipal (d) na província A Pampanga, nas Filipinas. De acordo com o censo de 1 de maio  de  2020 possui uma população de 42 846 pessoas e 11 218 domicílios.